# Haamstede
Haamstede es una localidad del municipio de Schouwen-Duiveland, en la provincia de Zelanda (Países Bajos). En 2005 tenía 2 460 habitantes.
Forma una sola aglomeración urbana junto con Burgh, localidad situada al sur. Debido a ello son consideradas muchas veces una sola población, llamada Burgh-Haamstede.